# 阿仁鉱
阿仁鉱（あにこう、 Anilite）は、1969年に発表された日本産新鉱物で、大阪大学の鉱物学者森本信男などにより、秋田県の阿仁鉱山で発見された。化学組成はCu7S4で、斜方晶系。産出地の鉱山名にちなんで命名された。日本では、阿仁鉱山の他に山口県櫻郷鉱山、和歌山県紀の川市で産出する。
青灰色の金属光沢をもつ板状もしくは柱状の結晶で、条痕は黒。劈開はなく、硬度は3。外見上、他の硫化銅鉱物との区別は困難であり、X線回折が必要となる。特にデュルレ鉱（Cu31S16）とエピタキシャル成長したものが多い。
阿仁鉱は不安定で、70度の熱や衝撃で銅藍（CuS）と方輝銅鉱（Cu9S5）へ分解してしまう。このため、分析のための粉砕や研磨でも分解してしまい、正確な分析には液体窒素で冷却しながら加工する必要がある。
発見者の森本は、阿仁鉱発見の功績により1981年に櫻井賞を授与されている。